# 王延政
王 延政（おう えんせい）は、十国閩（殷）の第7代（最後）の君主。太祖王審知の子。

## 生涯
兄の景宗王延羲は即位後に驕傲奢侈、荒淫無度な生活を送っており、王延政はこれに諫言を行って逆に王延羲より疎まれ、両者の対立は深まった。永隆2年（940年）、王延羲は王延政が節度使として赴任していた建州を攻撃、閩での内戦が始まった。
内戦は相互に雌雄を決することができず、永隆3年（941年）、両者は短期の停戦に合意する。王延政は王延羲により富沙王に封じられるが、間もなく内戦が再開する。永隆5年（943年）、王延政は建州において皇帝を自称し、国号を殷と定め、天徳と改元した。しかし王延政もまた即位後は放漫財政を行い、民衆の生活は非常に苦しいものとなっていた。
同年、朱文進・連重遇が王延羲を殺害し、朱文進が閩主に即位する事件が発生する。これに対し、王延政は建州より討伐軍を発するが、朱文進・連重遇は林仁翰により殺害された。
天徳3年（945年）、諸臣は王延政に福州に戻り、閩の国号を復活するよう要請し、それを容れる形で即位するが、南唐がこの混乱に乗じて閩への進出を計画して軍を発すると、王延政は投降、ここに閩は滅亡した。
その後、王延政は南唐の都である金陵に送られて元宗李璟より羽林大将軍に封じられ、後に光山王に封ぜられたが、保大9年（951年）に金陵で薨去した。